# Regiunea Hmelnîțkîi
Hmelnîțkîi (în ucraineană Хмельницька область, transliterat: Hmelnîțka oblast) este o regiune din Ucraina. Capitala sa este orașul Hmelnîțkîi.

## Demografie
Componența lingvistică a regiunii Hmelnîțkîi
     Ucraineană (95,24%)
     Rusă (4,09%)
     Alte limbi (0,32%)
Conform recensământului din 2001, majoritatea populației regiunii Hmelnîțkîi era vorbitoare de ucraineană (95,24%), existând în minoritate și vorbitori de rusă (4,09%).